# International Union of Psychological Science
Die International Union of Psychological Science (IUPsyS) ist der internationale Dachverband nationaler Psychologieverbände, eine Vereinigung zur Förderung der wissenschaftlichen Psychologie.

## Organisation und Aufgaben
Mitglieder der IUPsyS sind 89 nationale Psychologieverbände, für Deutschland die Föderation Deutscher Psychologenvereinigungen, für die Schweiz die Schweizerische Gesellschaft für Psychologie und für Österreich die Föderation Österreichischer Psychologenvereinigungen. Pro Land wird nur ein Verband aufgenommen. Dazu kommen 24 regionale bzw. überregionale wissenschaftliche Organisationen, die in der IUPsyS „Affiliate-Mitglieder“ (als Partnerorganisationen) sind.
Seit 1952 ist sie Mitglied des Dachverbandes „International Council for Science (ICSU)“. Sie ist ebenfalls Mitglied des „International Social Science Council (ISSC)“.
Die Ziele der IUPsyS sind nach Artikel 6 des Statuts:
- Verbessern und fördern der Entwicklung der Wissenschaft Psychologie und des Berufs des Psychologen.
- Austausch von Ideen und wissenschaftlichen Informationen zwischen Psychologen aus verschiedenen Ländern.
- Organisieren der Internationalen Kongresse für Psychologie und anderen Veranstaltungen zu Themen mit allgemeinem oder besonderem Interesse an der Psychologie.
- psychologisches Wissen durch publizistische Tätigkeit zu verbreiten.
- den Austausch von Publikationen und andere Kommunikationen zwischen den verschiedenen Ländern zu fördern.
- Fördern von Spitzenleistungen in der Standards für die Bildung, Ausbildung, Forschung und Anwendungen der Psychologie.
- Fördern der Entwicklung von psychologischen Wissenschaftlern und nationalen Verbänden über Maßnahmen zum Kapazitätsaufbau.
- Fördern des internationalen Austauschs, vor allem unter Studenten und jungen Forschern.
- Zusammenarbeit mit anderen internationalen, regionalen und nationalen Organisationen in Fragen von beiderseitigem Interesse.

Die IUPsyS gibt eine Zeitschrift, „The International Journal of Psychology“ (IJP) heraus, welche 1966 gegründet wurde. Dazu kommt ein Onlineportal „Psychology Resources around the World“, wo aktuelle Informationen, Überblicke und Links zur Psychologe der ganzen Welt angegeben werden.

## Exekutivkomitee 2018 bis 2020
- Pam Maras, President, Großbritannien
- Saths Cooper, Past-President, Südafrika
- Ann Watts, Secretary General, Südafrika
- Chee Leong Goh, Treasurer, Malaysia

als Vorstand („Officers“), sowie 10 weitere Personen als Mitglieder des Exekutivkomitees, weiterhin die Herausgeber des International Journal of Psychology und Psychology Ressources auround the World. 9 Personen sind lebenslang Ehrenmitglieder des Exekutivkomitees.

## Geschichte
Die Gesellschaft entstand aus den Internationalen Kongressen für Psychologie, die seit 1889 regelmäßig stattfinden. Anfangs gab es ein ständiges Komitee, welches Ausrichtung und Programmgestaltung der Kongresse koordinierte. 1905 zählte das Komitee bereits 16 Mitgliedsländer und 76 Vertreter. Ab 1932 (X. Kongress) wurde ein Exekutivkomitee mit 7 Mitgliedern und einem Sekretär als Gesamtvertreter bestimmt. Dessen erster Sekretär war der Schweizer Édouard Claparède bis zu seinem Tode 1940, danach übernahm diese Funktion der US-Amerikaner Herbert S. Langfeld.
1948 wurde auf dem XII. Kongress in Edinburgh der Beschluss zur Gründung der Gesellschaft gefasst, 1951 zum XIII. Kongress in Stockholm wurde die Gründung vollzogen – 11 nationale Verbände waren Gründungsmitglieder, weitere 9 kamen im Laufe des Jahres noch dazu. Der Name war bis 1965 International Union of Scientific Psychology.

## Präsidenten der IUPsyS
Die folgenden Personen präsidierten die Gesellschaft seit ihrer Gründung:
- 1951–1954 Henri Piéron, (Frankreich)
- 1954–1957 Jean Piaget (Schweiz)
- 1957–1960 Albert Michotte (Belgien)
- 1960–1963 Otto Klineberg (USA)
- 1963–1966 J. Drever (Großbritannien)
- 1966–1969 Paul Fraisse (Frankreich)
- 1969–1972 R. W. Russell (USA)
- 1972–1976 J. Nuttin (Belgien)
- 1976–1980 A. Summerfield (Großbritannien)
- 1980–1984 Friedhart Klix (DDR)
- 1984–1988 W.H. Holtzman (USA)
- 1988–1992 M.R. Rosenzweig (USA)
- 1992–1996 Kurt Pawlik (Deutschland)
- 1996–2000 G. d'Ydewalle (Belgien)
- 2000–2004 M. Denis (Frankreich)
- 2004–2008 J.B. Overmier (USA)
- 2008–2012 Rainer K. Silbereisen (Deutschland)
- 2012–2018 S. Cooper (Südafrika)
- 2018–2020 P. Maras (Großbritannien)

## Internationale Psychologie-Kongresse
Der erste Kongress ging auf eine Initiative von Julian Ochorowicz (Privatdozent als Lemberg) zurück, der 1881 in der von Théodule A. Ribot herausgegebenen Zeitschrift dazu aufrief.

### Kongresse vor Gründung einer internationalen Gesellschaft
- I. Paris 1889 (Jean Martin Charcot, Théodule A. Ribot)
- II. London 1892 (Henry Sidgwick)
- III. München 1896 (Carl Stumpf)
- IV. Paris 1900 (Théodule A. Ribot)
- V. Rom 1905 (Giuseppe Sergi, Ehrenpräsident Leonardo Bianchi)
- VI. Genf 1909 (Théodore Flournoy)
- VII. Oxford 1923 (Charles S. Myers)
- VIII. Groningen 1926 (Gerardus Heymans)
- IX. New Haven 1929 (James McKeen Cattell)
- X. Kopenhagen 1932 (Harald Höffding, Edgar Rubin)
- XI. Paris 1937 (Henri Piéron, Ehrenpräsident: Pierre Janet)
- XII. Edinburgh 1948 (James Drever Sr.) Beschluss zur Gründung der internationalen Gesellschaft
- XIII. Stockholm 1951 (David Katz) Statuten der internationalen Gesellschaft verabschiedet

### Kongresse der International Union of Scientific Psychology – ab 1965 International Union of Psychological Science
- XIV. Montreal 1954 (Edward A. Bott, Edward C. Tolman)
- XV. Brüssel 1957 (Albert Michotte)
- XVI. Bonn 1960 (Wolfgang Metzger, Ehrenpräsident: Karl Bühler)
- XVII. Washington 1963 (Otto Klineberg, Ehrenpräsident: Edwin G. Boring)
- XVIII. Moskau 1966 (Alexej N. Leontjew)
- XIX. London 1969 (George C. Drew)
- XX. Tokio 1972 (Moriji Sagara)
- XXI. Paris 1976 (Paul Fraisse)
- XXII. Leipzig 1980 (Friedhart Klix)
- XXIII. Acapulco 1984 (Rogelio Diaz-Guerrero)
- XXIV. Sydney 1988 (Peter Sheehan)
- XXV. Brüssel 1992 (Paul Bertelson und Géry d’Ydewalle)
- XXVI. Montreal 1996 (David Bélanger)
- XXVII. Stockholm 2000 (Lars-Göran Nilsson)
- XXVIII. Peking 2004 (Quicheng Jing)
- XXIX. Berlin 2008 (Peter A. Frensch)
- XXX. Kapstadt 2012 (Saths Cooper)
- 31. Yokohama 2016 (Kazuo Shigemasu)
- 32. Prag 2020 (Stanislav Štech)
- 33. Prag 2024 (Stanislav Štech)

## Andere internationale Organisationen (Psychologie)
- International Association of Applied Psychology
- Europäische Föderation der Psychologenverbände